# Бердников, Александр Васильевич
Алекса́ндр Васи́льевич Бе́рдников (род. 8 апреля 1953, Горно-Алтайск, Горно-Алтайская АО, Алтайский край, РСФСР, СССР) — российский государственный и политический деятель.
Министр внутренних дел по Республике Алтай с 1 марта 1993 по 14 октября 2002. Глава Республики Алтай с 20 января 2006 по 20 марта 2019 (врио 18 января — 30 сентября 2014). Генерал-майор милиции.

## Биография
Родился 8 апреля 1953 года в Горно-Алтайске. Отец умер рано, и Александр с семи лет сам вынужден был выполнять мужскую работу.

### Образование
Учился в горно-алтайских школах № 4 и № 6.
В 1978 году окончил Барнаульскую специальную среднюю школу подготовки начальствующего состава МВД СССР.
В 1986 году окончил Алтайский государственный университет в Барнауле по специальности «Правоведение».

### Служба в Вооружённых Силах
1971—1973 годы — срочная служба в Советской армии. Служил на Сахалине в пограничных войсках. Перед окончанием службы окончил курсы младших лейтенантов. После демобилизации в звании старшины вернулся в Горно-Алтайск.

### Трудовая деятельность

#### На производстве
После окончания школы работал на мебельной фабрике.
После службы в армии продолжил работу на производстве.
1973—1974 годы — станочник на мебельной фабрике в Горно-Алтайске. Был назначен бригадиром комсомольско-молодёжной бригады, получил направление на учёбу в Ленинградскую лесотехническую академию имени Кирова. В возрасте 20 лет вступил в коммунистическую партию, а в 1974 году был направлен на службу в милицию.

#### Служба в МВД
С апреля 1974 года — участковый инспектор ОВД Горно-Алтайского горисполкома.
С 1976 года — старший инспектор уголовного розыска, начальник отделения уголовного розыска ОВД Горно-Алтайского горисполкома.
1980—1982 годы — старший инспектор по особо важным делам управления уголовного розыска УВД Алтайского края, заместитель начальника отдела по борьбе с преступлениями против личности управления уголовного розыска УВД Алтайского края.
В 1983 году возглавил ОВД Майминского райисполкома Горно-Алтайской автономной области.
В 1990 году перешёл на работу в УВД Горно-Алтайского облисполкома, где был назначен заместителем начальника Горно-Алтайского областного управления УВД.

#### Министр внутренних дел по Республике Алтай
В 1993 году был назначен на должность министра внутренних дел по Республике Алтай. Приказом министра внутренних дел Российской Федерации А. В. Бердникову было присвоено специальное звание генерал-майор милиции. На посту министра Александр Бердников участвовал в становлении и укреплении республики как самостоятельного субъекта федерации.

#### Главный федеральный инспектор по Алтайскому краю и Республике Алтай
14 октября 2002 года был назначен главным федеральным инспектором по Алтайскому краю территориального управления аппарата полномочного представителя президента Российской Федерации в Сибирском федеральном округе.
29 октября 2002 года назначен главным федеральным инспектором в Республике Алтай и Алтайском крае территориального управления аппарата полномочного представителя президента РФ в Сибирском федеральном округе.
6 марта 2003 года назначен главным федеральным инспектором в Алтайском крае территориального управления аппарата полномочного представителя президента в Сибирском федеральном округе.

#### Глава Республики Алтай
Осенью 2001 года партия «Единство» выдвинула Бердникова кандидатом на выборах главы Республики Алтай. Однако в первом туре, состоявшемся 16 декабря 2001 года, он набрал лишь 9,67 % голосов, заняв шестое место, и во второй тур не прошёл.
В декабре 2005 года в Республике Алтай должны были пройти выборы главы Республики Алтай. Однако в сентябре 2004 года президент России Владимир Путин предложил заменить прямые выборы глав регионов на утверждение их в должности решениями законодательных органов по предложению президента. Соответствующий законопроект был разработан и принят в декабре 2004 года, а последние прямые губернаторские выборы состоялись в Ненецком автономном округе в январе 2005 года.
В декабре 2005 года президент России Владимир Путин через процедуру утверждения в госсобрании — Эл Курултай Республики Алтай назначил Александра Бердникова главой республики. Госсобрание 22 декабря наделило Бердникова полномочиями на четырёхлетний срок (проголосовало 34 из 36 присутствующих депутатов). 20 января 2006 года он вступил в должность (после того как принёс присягу на русском и алтайском языках).
В декабре 2009 года президент России Дмитрий Медведев также через процедуру утверждения в госсобрании — Эл Курултай республики назначил Бердникова на второй четырёхлетний срок. 12 января госсобрание вновь наделило его полномочиями главы региона.
С 16 июня по 18 декабря 2010 — член президиума Государственного совета Российской Федерации.
В 2012 году был принят закон, восстанавливающий прямые выборы глав регионов, в том числе и главы Республики Алтай. Второй срок Бердникова истекал в 20 января 2014 года, а выборы могли состояться лишь в единый день голосования в сентябре. 18 января президент России Владимир Путин назначил Бердникова врио главы Республики Алтай до вступления в должность избранного главы. На состоявшихся в единый день голосования 14 сентября 2014 года выборах Бердников победил в первом туре, набрав 50,63 % голосов. Он был избран на 5 лет.
20 марта 2019 года Бердников ушёл в отставку в связи с окончанием полномочий и переходом на другую работу.
В июне 2019 года назначен советником генерального директора АО «Росгеология», занимающимся вопросами взаимодействия с регионами.

## Скандалы
В 2017 году в алтайской газете "Листок" вышла расшифровка разговоров Александра Бердникова с местным блогером, в которых Бердников нецензурно и оскорбительно говорит об этнических алтайцах. После публикации Бердников принес публичные извинения, опустился на дно рейтинга губернаторов и через два года оставил должность.

## Награды
- Орден Дружбы (1 июня 2013 года) — за достигнутые трудовые успехи, многолетнюю добросовестную работу и активную общественную деятельность[9]
- Медаль ордена «За заслуги перед Отечеством» II степени (2003 год)
- Медаль «За безупречную службу» I степени
- Медаль «За безупречную службу» II степени
- Медаль «За безупречную службу» III степени
- Медаль «За содействие внутренним войскам»
- Медаль «290 лет прокуратуре России»
- Орден святого благоверного князя Даниила Московского

## Семья
Женат, имеет двух сыновей  и внука.